# 中堡镇 (永登县)
中堡镇，是中华人民共和国甘肃省兰州市永登县下辖的一个乡镇级行政单位。

## 行政区划
中堡镇下辖以下地区：
北坪台社区、金城社区、五里墩村、汪家湾村、塘土湾村、中堡村、清水河村、罗城滩村、大营湾村、何家营村、鲁家庄村和邢家湾村。